# Geodia hyotania
Geodia hyotania är en svampdjursart som först beskrevs av Tanita 1965.  Geodia hyotania ingår i släktet Geodia och familjen Geodiidae. Inga underarter finns listade i Catalogue of Life.